# Адамовка (Деражнянский район)
Ада́мовка (укр. Адамівка) — село в Деражнянском районе Хмельницкой области Украины.
Население по переписи 2001 года составляло 11 человек. Почтовый индекс — 32261. Телефонный код — 3856. Занимает площадь 0,332 км². Код КОАТУУ — 6821589205.

## Местный совет
32207, Хмельницкая обл., Деражнянский р-н, с. Яблоновка, переул. Мира, 1